# Landsforeningen af Beskikkede Advokater
Landsforeningen af Beskikkede Advokater er en dansk forening, der blev stiftet i maj 1979.
Foreningen har til formål at varetage medlemmernes interesser i forbindelse med udførelsen af deres hverv samt virke for deres uddannelse i det omfang, behov herfor ikke dækkes af Advokatrådets eller andre organisationers kurser. Endvidere at forhandle spørgsmål om fordeling af sager, vagtordninger m.v., såfremt dette ikke løses af lokale organisationer, samt at samarbejde med Advokatrådet i sager af almen interesse for foreningens medlemmer, herunder retssikkerhedsproblemer og lovgivningsinitiativer.